# Wikipedia in portoghese
La Wikipedia in portoghese (Wikipédia em português) è l'edizione in lingua portoghese di Wikipedia; i portoghesi ne scrivono il nome con la grafia Wikipédia.

## Storia
Nata nel giugno 2001, fu la quinta edizione ad essere creata. Ha raggiunto le 100.000 voci enciclopediche nel gennaio 2006. Il 24 dicembre del 2010, i lusofoni sorpassano rapidamente la Wikipedia in olandese per numero di pagine, superando lo stesso giorno le 660.000 voci e raggiungendo l'ottava posizione nella suddetta classifica.
L'enciclopedia presenta significative variazioni di scrittura da un lemma ad un altro a causa della diversità del portoghese usato in Portogallo con quello usato in Brasile; ciò ha portato nel 2005 a una proposta per la creazione di una nuova versione di Wikipedia in lingua portoghese-brasiliana per evitare questi problemi, ma la proposta non venne accettata.

### Storia dei sorpassi numerici
- Marzo 2003 - sorpasso subito dalla Wikipedia in giapponese per numero di lemmi. Quarta posizione generale.
- Aprile 2003 - sorpasso subito dalla Wikipedia in polacco. Quinta posizione generale.
- Maggio 2003 - sorpasso subito dalla Wikipedia in italiano. Sesta posizione generale.
- Settembre 2003 - sorpasso subito dalla Wikipedia in olandese. Settima posizione generale.
- Febbraio 2004 - sorpasso subito dalla Wikipedia in spagnolo. Ottava posizione generale.
- Maggio 2004 - sorpasso subito dalla Wikipedia in svedese. Nona posizione generale.
- Giugno 2004 - sorpasso subito dalla Wikipedia in francese. Decima posizione generale.
- Agosto 2006 - sorpasso della Wikipedia in svedese per numero di lemmi. Nona posizione generale.
- Dicembre 2010 - sorpasso della Wikipedia in olandese. Ottava posizione generale.

## Statistiche
La Wikipedia in portoghese ha 1 145 615 voci, 5 872 124 pagine, 3 202 804 utenti registrati di cui 8 557 attivi, 52 amministratori e una "profondità" (depth) di 202 (al 21 marzo 2025).
È la 18ª Wikipedia per numero di voci ma, come "profondità", è l'undicesima fra quelle con più di 100.000 voci (al 14 ottobre 2024).

## Cronologia
- 9 luglio 2004 — supera le 10.000 voci
- 21 maggio 2005 — supera le 50.000 voci
- 26 gennaio 2006 — supera le 100.000 voci
- 23 giugno 2006 — supera le 150.000 voci
- 29 novembre 2006 — supera le 200.000 voci
- 10 ottobre 2007 — supera le 300.000 voci ed è l'8ª Wikipedia per numero di voci
- 22 giugno 2008 — supera le 400.000 voci ed è l'8ª Wikipedia per numero di voci
- 12 agosto 2009 — supera le 500.000 voci ed è la 9ª Wikipedia per numero di voci
- 17 agosto 2010 — supera le 600.000 voci ed è la 9ª Wikipedia per numero di voci
- 8 ottobre 2011 — supera le 700.000 voci ed è la 10ª Wikipedia per numero di voci
- 2 ottobre 2013 — supera le 800.000 voci ed è la 14ª Wikipedia per numero di voci
- 28 dicembre 2015 — supera le 900.000 voci ed è la 14ª Wikipedia per numero di voci
- 26 giugno 2018 — supera 1.000.000 di voci ed è la 15ª Wikipedia per numero di voci